# Camillo Parisini
Camillo Parisini (Gargnano, 23 novembre 1885 – ...) è stato un calciatore italiano.

## Carriera
È sceso in campo, all'età di ventun anni, nel preliminare di campionato giocato dal Milan contro l'US Milanese il 13 gennaio 1907, coprendo il ruolo di ala sinistra.
A fine stagione i rossoneri vinsero il loro terzo scudetto e, in virtù di ciò, Parisini poté fregiarsi del titolo di campione d'Italia di calcio.

## Palmarès

### Calciatore

#### Club

##### Competizioni nazionali
- Campionato italiano: 1

Milan: 1907